# Léopold Verroken
Léopold Verroken, né le 19 août 1931 à Saint-Laurent-Blangy (Pas-de-Calais) et mort le 18 décembre 2005 à Arras, est un entraineur et un driver français. 

## Carrière
Né en France, de parents belges, Léopold Verroken est issu d'une famille impliqué dans les courses, puisque son père et son oncle étaient entraîneurs. D'abord entraîneur et driver à succès dans sa région du Nord, il s'installe en région parisienne en 1968, et se fixe à Rozay-en-Brie (Seine-et-Marne) à partir de 1971. Il s'y construit un des plus beaux palmarès du trot français, grâce à des champions tels que Éléazar, Jorky, Tony M, Dimitria et autres Vourasie. Il drive lui-même ses chevaux jusqu'à la fin des années 1980, avant de laisser sa place au sulky à son apprenti Bernard Oger. Il prend sa retraite en 1996.

## Principales victoires
Épreuves de groupe 1 uniquement, comme entraîneur et/ou driver

### En France

#### Attelé
- Prix d'Amérique - 1 - Éléazar (1980)
- Prix de France  - 5 - Tony M (1973), Éléazar (1977, 1978, 1980), Vourasie (1994)
- Prix de Paris - 7 - Tony M (1972), Éléazar (1978, 1979), Jorky (1980), Vourasie (1993, 1994, 1995)
- Grand Critérium de vitesse de la Côte d'Azur - 2 - Éléazar (1977, 1978)
- Prix de l'Atlantique - 5 - Tony M (1970), Éléazar (1978), Jorky (1980), Vourasie (1993, 1994)
- Prix René Ballière - 2 - Tony M (1968), Jorky (1981)
- Critérium des Jeunes - 2 - Voyou du Golfe (1990), Auxerrois (1991)
- Critérium des 3 ans - 2 - Jorky (1978), Atout du Closet (1991)
- Critérium des 4 ans - 1 - Jorky (1979)
- Critérium continental - 2 - Jorky (1980), Neuilly (1983)
- Critérium des 5 ans - 3 - Jorky (1980), Kisin (1981), Mon Ouiton (1983)
- Prix Albert Viel - 2 - O Solo Mio (1983), Capitole (1993)
- Prix de l'Étoile - 2 - Jorky (1980), Auxerrois (1991)
- Prix de Sélection - 3 - Dimitria (1973), Éléazar (1974), Perrin Dandin (1985)

#### Monté
- Prix de Vincennes - 3 - Gauchy (1975), Hippy Kermorvan (1976), Orfeu Negro (1983)
- Saint-Léger des Trotteurs - 1 - Perrin Dandin (1984)
- Prix d'Essai - 1 - Orfeu Negro (1983)

### À l'étranger
Suède
- Elitloppet - 3 - Dimitria (1976), Éléazar (1977), Jorky (1980)

 Allemagne
- Preis der Besten - 6 - Tony M (1970), Arménie (1973), Éléazar (1976), Jorky (1980, 1981, 1982)
- Elite-Rennen - 2 - Éléazar (1976), Jorky (1981)

 Danemark
- Kopenhagen Cup - 1 - Jorky (1981)

 Italie
- Grand Prix de la Loterie - 1 - Dimitria (1975)
- Grand Prix de la Côte d'Azur - 1 - Dimitria (1975)
- Grand Prix des Nations - 1 - Jorky (1980)

 Pays-Bas
- Grand Prix des Pays-Bas - 1 - Jorky  (1981)

 États-Unis
- Challenge Cup - 2 - Jorky  (1981, 1982)

 Europe
- Grand Circuit européen - 2 - Éléazar (1977, 1978)